# Valentina Aragonese
Valentina Antonietta Aragonese Pérez (Santiago del Cile, 30 gennaio 1979) è un'ex cestista cilena con cittadinanza spagnola.

## Carriera
Con il Cile ha disputato tre edizioni dei Campionati americani (2001, 2003, 2007).